# 擾乱 THE PRINCESS OF SNOW AND BLOOD
『擾乱 THE PRINCESS OF SNOW AND BLOOD』（じょうらん ザ・プリンセス・オブ・スノー・アンド・ブラッド）は、ブシロード・日本テレビ・タツノコプロなどによるメディアミックス作品。史実とは異なる歴史をたどった明治時代の日本を舞台に、政府お抱えの処刑人組織と政権打倒を掲げる反体制派組織の争いが描かれる。

## あらすじ
94歳となった徳川慶喜が絶大な権力を握り続ける明治64年。日本は「龍脈」と呼ばれる独自のエネルギー源整備によって、江戸時代の装いと科学が同居しながら発展を遂げていた。一方、華美な都市の裏側では、現政権を打倒せんとする反体制派組織「クチナワ」と、その駆除を任せられていた徳川政府の闇組織「鵺」が対立を深めていた。幼少期に家族を失った雪村咲羽は、鵺の処刑人として仇である蛇埜目を探し続ける。

## 登場人物
声の項はテレビアニメ版、演の項は舞台版のキャストをそれぞれ指す。
雪村 咲羽（ゆきむら さわ）
声・演 - 三森すずこ
本作の主人公。表は古書店の店主として振る舞うが、その実態は鵺の処刑人。特殊な能力を手にした青い血の一族でもある。
月城 真琴（つきしろ まこと）
声・演 - 蒼井翔太
鵺に所属する男装の麗人。目的を達成するために、嘘をつくこともいとわない性格。
花風 エレーナ（はなかぜ エレーナ）
声・演 - Raychell
鵺の処刑人で娼婦としての一面も持つ名ばかりの小説家。自身の欲望に忠実な性格。
中村 浅陽（なかむら あさひ）
声・演 - 伊藤彩沙
雪村と生活する7歳の無垢な少女。
葛原 仁（くずはら じん）
声・演 - 小林親弘
鵺の統括者。徳川慶喜を守護することだけを存在意義とする。

### 舞台版キャラクター
徳川暁子
演 - 富田麻帆
上野志津子
演 - 相羽あいな
参拾弐
演 - 岩田陽葵・小原莉子（Wキャスト）
壱
演 - 根岸愛
青龍
演 - 凰稀かなめ

## テレビアニメ
2021年4月から6月まで日本テレビほかにて放送された。

### 制作
本作のアニメーション制作はタツノコプロのスタジオ・BAKKEN RECORDが担った。
本作の企画は、タツノコプロ社内で行われた企画コンペで誕生した。そのころ、日本テレビは新しい視点を持ったアニメを作りたいと考えており、この企画をアニメにすることにした。
日本テレビは、ブシロードにも声をかけており、ブシロードの会長である木谷高明は同局から企画を聞いた際、クォリティの高いものができると感じたと、本作のアニメーションプロデューサーである大松裕との対談で明かしている。一方、大松は前述の対談の中で、ブシロードが興味を持つことは予想外だったと話している。
大松は『まけるな!!あくのぐんだん!』でアニメーションプロデューサーを務めたことがきっかけでブシロードに出入りしていたものの、自分が作るタイプの作品とは毛色が違うとしており、化学変化を期待して起用されたのだろうと推測している。
監督には、『まじっく快斗 1412』で監督を務めた工藤進が起用された。
起用した理由について、大松は絵コンテのリズム感に加え、「大人の演出ができる方だという印象がすごく強くて、大人の男と女が織りなす物語を描く引き出しを持っている方だと思っていました。」と話している。

### セッティング・シナリオ
制作にあたり、本作では物語をしっかり描くことに重きがおかれると同時に、脚本のスピード感も重視され、4話に1回は最終回が来るようなテンポとなった。
また、限られた人数での濃厚なドラマを実現するため、メインキャラクターの数が限定された。
本作の脚本には根津理香が起用された。

### キャスティング
木谷は日本テレビから企画を聞いてPVを見た際に、これが舞台にも向いていると判断し、舞台化を前提としたキャスティングが組まれた。
本作のキャスティングメンバーの男女比は、ブシロード作品にしては珍しく、男女半々である。

### スタッフ
- 監督 - 工藤進[4]
- シリーズ構成 - 根津理香[4]
- キャラクターデザイン - 小宮山楓乃[4]
- プロダクションデザイン - 山口順[4]
- プロップデザイン - 枝松聖、岡戸智凱、おしはる、高木亮
- 美術監督 - 安田ゆかり[4]、芦野由紀子
- 美術デザイン - 平澤晃弘、桑原悟、田村せいき、安田ゆかり
- 色彩設計 - 赤間三佐子[4]
- 撮影監督 - 小西庸平[4]
- 編集 - 坂本雅紀[4]
- 音響監督 - 今泉雄一[4]
- 音楽 - 未知瑠[4]
- 音響制作 - ソニルード[4]
- 音楽プロデューサー - 堀田卓也、植田みのり
- プロデューサー - 尾山仁康→稲毛弘之、加藤雅弘、菊池瑠梨子、小川信弘、中尾祐子
- アニメーションプロデューサー - 大松裕
- アニメーション制作 - BAKKEN RECORD[4]
- 製作 - 擾乱製作委員会（日本テレビ、HJホールディングス、ブシロードミュージック、ブシロードムーブ、電通、タツノコプロ[2]）

### 主題歌
RAISE A SUILENの楽曲が使用される。
「EXIST」
オープニングテーマ。作詞は織田あすか、作曲は上松範康、編曲は菊田大介。
「Embrace of light」
エンディングテーマ。作詞は織田あすか、作曲・編曲は藤田淳平。

### 各話リスト
| 話数   | サブタイトル                          | 脚本     | 絵コンテ               | 演出                   | 作画監督                                         | 総作画監督                            | 初放送日      |
| ------ | ------------------------------------- | -------- | ---------------------- | ---------------------- | ------------------------------------------------ | ------------------------------------- | ------------- |
| 一話   | 機密事項一〇一 アオキシュラノハナ     | 根津理香 | 工藤進                 | 工藤進                 | 小宮山楓乃 斉藤和也 柴田健児 岩永遼太 細田萌香   | 小宮山楓乃                            | 2021年 4月7日 |
| 二話   | 機密事項〇三三 キンコバン             | 岡田邦彦 | 曽我準                 | 荻原健                 | 斉藤和也 柴田健児 森悦史                         | 藤﨑賢二                              | 4月14日       |
| 三話   | 機密事項六一四 シシシンチュウムシ     | 根津理香 | 松本淳                 | 徐恵眞                 | 藤﨑賢二 柴田健児 岩永遼太                       | 藤﨑賢二                              | 4月21日       |
| 四話   | 機密事項〇九九 クチナワ               | 岡田邦彦 | 大倉啓右               | 中邑正                 | オグロアキラ 戸田さやか 林隆祥                   | 小宮山楓乃                            | 4月28日       |
| 五話   | 機密事項六二〇 カムナガラ             | 根津理香 | 曽我準                 | 徐恵眞                 | オグロアキラ 近藤圭一 斉藤和也                   | 戸田さやか 林隆祥 柴田健児            | 5月5日        |
| 六話   | 機密事項六二三 シノノメ               | 岡田邦彦 | 荻原健                 | 荻原健                 | 近藤圭一 オグロアキラ 林隆祥 遠藤省二            | 藤﨑賢二                              | 5月12日       |
| 七話   | 機密事項六三七 タマユラノハル         | 根津理香 | 近藤圭一 曽我準        | 中邑正                 | オグロアキラ 榎本花子 岩永遼太 林隆祥 細田萌香   | 小宮山楓乃 柴田健児 大前祐美子        | 5月19日       |
| 八話   | 機密事項六四二 オウマガトキ           | 根津理香 | 松林唯人               | 松林唯人               | 川辺雄介 細田萌香 斉藤和也 岩永遼太 林隆祥       | 小宮山楓乃 柴田健児 林隆祥            | 5月26日       |
| 九話   | 機密事項六六八 スダマノアイ           | 岡田邦彦 | 荻原健                 | 荻原健                 | 川辺雄介 オグロアキラ 榎本花子 林隆祥            | 藤﨑賢二                              | 6月2日        |
| 十話   | 機密事項〇八九 ダイゾクショウ         | 根津理香 | オグロアキラ           | 中邑正                 | オグロアキラ 柴田健児 林隆祥 岩永遼太            | 大前祐美子 林隆祥 柴田健児 小宮山楓乃 | 6月9日        |
| 十一話 | 機密事項七〇一 コシカタユクスエ       | 岡田邦彦 | 荻原健                 | 工藤進 岡戸智凱 徐恵眞 | オグロアキラ 神戸洋行 榎本花子 Studio BUS        | 藤﨑賢二                              | 6月16日       |
| 十二話 | 機密事項七〇七 コトダマノサキハフクニ | 根津理香 | 坂本龍典 曽我準 工藤進 | 工藤進                 | 藤﨑賢二 川辺雄介 佐々木里花 服部憲知 坪田慎太郎 | 小宮山楓乃                            | 6月23日       |

### 放送局
| 放送期間                | 放送時間                     | 放送局       | 対象地域   | 備考                            |
| ----------------------- | ---------------------------- | ------------ | ---------- | ------------------------------- |
| 2021年4月7日 - 6月23日  | 水曜 1:29 - 1:59（火曜深夜） | 日本テレビ   | 関東広域圏 | 製作局 / 『AnichU』第1部        |
| 2021年4月8日 - 6月24日  | 木曜 0:00 - 0:30（水曜深夜） | BS日テレ     | 日本全域   | BS放送 / 『アニメにむちゅ〜』枠 |
| 2021年4月14日 - 6月30日 | 水曜 0:30 - 1:00（火曜深夜） | 日テレプラス | 日本全域   | CS放送                          |

| 配信開始日    | 配信時間                   | 配信サイト |
| ------------- | -------------------------- | --- |
| 2021年3月31日 | 水曜 0:00（火曜深夜） 更新 | Hulu |
| 2021年4月7日  | 水曜 12:00 更新            | Amazonプライム・ビデオ dアニメストア U-NEXT アニメ放題 ニコニコ動画 J:COMオンデマンド みるプラス TELASA ひかりTV Rakuten TV TSUTAYA TV ビデオマーケット DMM.com GYAO!ストア music.jp COCORO VIDEO HAPPY！動画 ムービーフルPlus Google Play Paravi FOD |
| 2021年4月10日 | 土曜 12:00 更新            | バンダイチャンネル |

| 日本テレビ AnichU              | 日本テレビ AnichU                                              | 日本テレビ AnichU                                       |
| 前番組                         | 番組名                                                         | 次番組                                                  |
| ------------------------------ | -------------------------------------------------------------- | ------------------------------------------------------- |
| ワンダーエッグ・プライオリティ | 擾乱 THE PRINCESS OF SNOW AND BLOOD 【ここまで2枠体制の第1部】 | HUNTER×HUNTER（第2作）（再放送） 【30分繰り上げて継続】 |

### BD
| 巻                            | 発売日        | 収録話         | 規格品番   |
| ----------------------------- | ------------- | -------------- | ---------- |
| 第一巻 〜愛と悲しみの山河編〜 | 2021年6月23日 | 第1話 - 第4話  | BRXM-10001 |
| 第二巻 〜雪未だ降りやまず編〜 | 2021年7月21日 | 第5話 - 第8話  | BRXM-10002 |
| 第三巻 〜維新回天編〜         | 2021年8月25日 | 第9話 - 第12話 | BRXM-10003 |

## 舞台
舞台「擾乱 THE PRINCESS OF SNOW AND BLOOD ～陽いづる雪月花編～」
会場：明治座（東京都）
上演期間：2021年10月28日 - 11月7日
主催：明治座、ブシロードムーブ、ブシロードミュージック、ブシロードクリエイティブ
運営・制作協力：株式会社クオーレ
制作：株式会社 明治座
脚本：堤泰之
演出：ヨリコジュン

## 漫画
『BookLive!』にてコミカライズ版が2021年6月11日より配信開始。
- 構成：山﨑陽平
- 漫画：八幡しゃけ・八尾匠
- 協力：東京ネームタンクCC